# كليف كورتيس
كليف كورتيس (بالإنجليزية: Cliff Curtis)‏ هو لاعب كرة قاعدة أمريكي، ولد في 3 يوليو 1881 في ديلاوير في الولايات المتحدة، وتوفي في 23 أبريل 1943 في يوتيكا في الولايات المتحدة.

## وصلات خارجية
- كليف كورتيس على موقعبيزبول رفرنس.كوم (الدوري الرئيسي) (الإنجليزية)